# Thérapie
Thérapie ist eine wissenschaftliche Fachzeitschrift in französischer Sprache, die vom EDP Sciences-Verlag im Auftrag der Société Française de Pharmacologie et de Thérapeutique veröffentlicht wird. Die Zeitschrift erscheint derzeit mit sechs Ausgaben im Jahr. Es werden Arbeiten veröffentlicht, die sich mit pharmakologischen und therapeutischen Fragestellungen beschäftigen.
Der Impact Factor lag im Jahr 2014 bei 0,505. Nach der Statistik des ISI Web of Knowledge wird das Journal mit diesem Impact Factor in der Kategorie Pharmakologie und Pharmazie an 238. Stelle von 254 Zeitschriften geführt.